# Bo distrikt
Bo distrikt är från 2016 ett distrikt i Hallsbergs kommun och Örebro län.
Distriktet ligger sydost om Hallsberg.

## Tidigare administrativ tillhörighet
Distriktet inrättades 2016 och utgörs av socknen Bo i Hallsbergs kommun.
Området motsvarar den omfattning Bo församling hade vid årsskiftet 1999/2000.